# Shigunhe
Shigunhe (kinesiska: 石滚河, 石滚河乡) är en socken i Kina. Den ligger i provinsen Henan, i den centrala delen av landet, omkring 220 kilometer söder om provinshuvudstaden Zhengzhou.
Genomsnittlig årsnederbörd är 1 092 millimeter. Den regnigaste månaden är augusti, med i genomsnitt 222 mm nederbörd, och den torraste är december, med 14 mm nederbörd.